# Tim Hutchings
Pour les articles homonymes, voir Hutchings.
Timothy Hilton « Tim » Hutchings  (né le 4 décembre 1958 à Londres) est un athlète britannique, spécialiste des courses de fond.

## Biographie

### Palmarès

#### Palmarès international
| Date | Compétition                    | Lieu            | Résultat | Épreuve             | Performance    |
| ---- | ------------------------------ | --------------- | -------- | ------------------- | -------------- |
| 1982 | Championnats d'Europe          | Athènes         | 7e       | 5 000 m             | 13 min 31 s 83 |
| 1984 | Championnats du monde de cross | East Rutherford | 2e       | Course individuelle | 33 min 30 s    |
| 1984 | Jeux olympiques                | Los Angeles     | 4e       | 5 000 m             | 13 min 11 s 50 |
| 1986 | Championnats d'Europe          | Stuttgart       | 3e       | 5 000 m             | 13 min 12 s 88 |
| 1986 | Jeux du Commonwealth           | Édimbourg       | 3e       | 5 000 m             | 13 min 26 s 84 |
| 1987 | Championnats du monde          | Rome            | 7e       | 5 000 m             | 13 min 30 s 01 |
| 1989 | Championnats du monde de cross | Stavanger       | 2e       | Course individuelle |                |
| 1989 | Championnats du monde de cross | Stavanger       | 2e       | Par équipes         |                |

#### Divers
- Vainqueur de la Corrida de Vanves 1988
- Vainqueur de la Corrida des Mureaux 1988
- Vainqueur de la Corrida d'Issy-les-Moulineaux en 1988 et 1993

### Records
| Épreuve | Performance    | Lieu        | Date         |
| ------- | -------------- | ----------- | ------------ |
| 5 000 m | 13 min 11 s 50 | Los Angeles | 11 août 1984 |